# Католицизм в Чаде
Католицизм в Чаде. Католическая церковь Чада является частью всемирной Католической церкви. Численность католиков в Чаде составляет около 934 тысяч человек (9,7 % от общей численности населения) по данным Католической энциклопедии; 720 тысяч человек (8,8 % от общей численности населения) по данным сайта Catholic Hierarchy.

## История
С VIII века на территории современного Чада существовало государство Канем, в XIV веке его преемником стало государство Борну. Основной религией обоих государств был ислам.
В 1900 году Борну был завоёван французской армией, с 1910 года территория современного Чада вошла в состав Французской Экваториальной Африки.
Начиная с 1920-х годов христианскую проповедь в Чаде вели протестантские организации. Первые католические миссионеры, принадлежащие к конгрегации Святого Духа прибыли в Чад в 1929 году. В 1947 году образована апостольская префектура Форт-Лами (совр. Архиепархия Нджамены), в 1955 году она получила епархиальный, а в 1961 году — архиепархиальный статус.
В 1951 году основана вторая апостольская префектура, в 1959 году она преобразована в епархию Мунду. В 1956 году появилась третья апостольская префектура, с центром в городе Пала, получившая епархиальный статус в 1964 году, а в 1961 году была основана епархия Сарха.
После Второй мировой войны в Чаде возникло движение за независимость, в 1960 году Чад стал независимым государством. Сразу после провозглашения независимости резко обострились противоречия между северными (преимущественно арабско-мусульманскими) и южными (преимущественно африканско-христианскими) районами. Страна прошла через ряд гражданских войн и военных переворотов. В 1979 году было достигнуто соглашение о создании коалиционного правительства, которое не прекратило конфликт. Со времени переворота 1990 года страной управляет Идрис Деби, правление которого также сопровождалось гражданскими войнами и попытками военных переворотов.
В 1973 году установлены отношения Чада и Святого Престола на уровне апостольского делегата, в 1989 году делегатура преобразована в полноценную нунциатуру в Нджамене.
В 1990 году Чад посещал с апостольским визитом папа Иоанн Павел II. В 1980—1990 годах основано ещё три епархии.

## Современное состояние
Католики в Чаде составляют меньшинство (менее 10 % населения), уступая мусульманам (54 %), протестантам (14 %) и приверженцам традиционных африканских культов (около 10%). В стране служат 242 священника, действуют 109 приходов.
Организационно католики Чада объединены в архиепархию-митрополию Нджамены, которой подчинены шесть епархий:
Мунду, Палы, Сарха, Добы, Горе, Лаи. Католические епископы объединены в национальную конференцию католических епископов.